# Megaladapidae
Megaladapidae – monotypowa wymarła rodzina ssaków naczelnych z nadrodziny lemurowców (Lemuroidea), obejmująca 3 wymarłe gatunki zamieszkujące niegdyś Madagaskar. Największe mierzyły od 1,2 do 1,5 m długości.

## Budowa

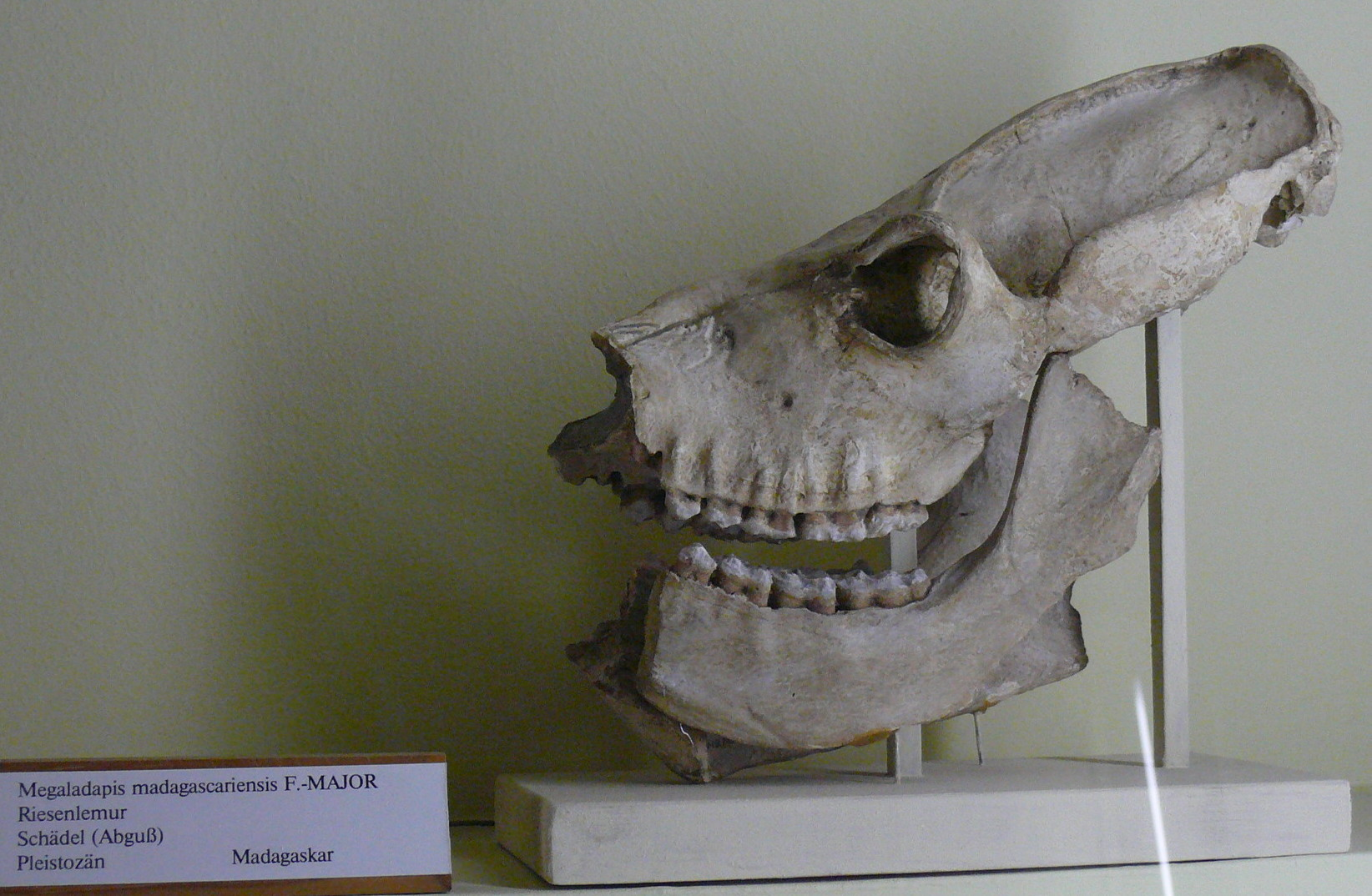
Czaszka Megaladaspis madagascariensis

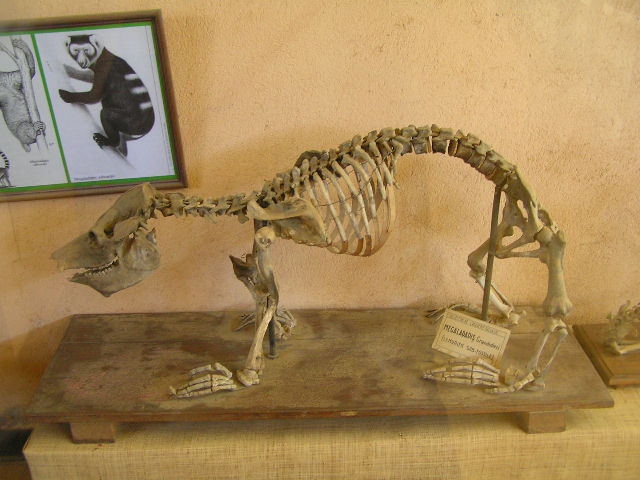
Szkielet Megaladapis grandidieri

Megaladapis znacznie różnił się od wszystkich dzisiejszych małpiatek. Miał przysadziste ciało. Budową przypominał dzisiejszego koalę. Długie ramiona, stopy, palce rąk i nóg wyspecjalizowały się w kierunku chwytania drzew. Jego tylne kończyny układały się łukowato, co pomagało w pionowym wspinaniu się na pnie drzew. Ręce i stopy były zakrzywione. Kostki i nadgarstki nie posiadały spotykanej u większości lemurów stabilności potrzebnej w przemieszczaniu się po ziemi.
Odlew czaszki pozwolił ocenić objętość mózgu na około 250 cm3. To około 3–4 razy więcej niż u domowego kota.
Megaladapis ewoluował, ponieważ topografia Madagaskaru podlegała nieustannym zmianom. Wraz z innymi lemurami Megaladapis wyspecjalizował się, zajmując swą własną niszę ekologiczną. Ogólnie u wspinaczy żyjących na drzewach można spodziewać się zwiększania rozmiarów kończyn przednich proporcjonalnie do zwiększania rozmiarów ciała.

## Systematyka

### Etymologia
- Megaladapis: gr. μεγας megas, μεγαλη megalē ‘wielki’; rodzaj Adapis F. Cuvier, 1821[17].
- Dinolemur: gr. δεινος deinos ‘straszny, potężny’; rodzaj Lemur Linnaeus, 1758[18]. Typ nomenklatoryczny: 	Dinolemur Grevei Filhol, 1895 (= Megaladapis madagascariensis Forsyth Major, 1893).
- Peloriadapis: gr. πελωριος pelōrios ‘ogromny’; rodzaj Adapis F. Cuvier, 1821[19]. Typ nomenklatoryczny: Peloriadapis Edwardsi G. Grandidier, 1899.
- Palaeolemur: gr. παλαιος palaios ‘stary, antyczny’[20]; rodzaj Lemur Linnaeus, 1758. Typ nomenklatoryczny: Palaeolemur destructus Lorenz-Liburnau, 1900 (= Peloriadapis Edwardsi G. Grandidier, 1899).
- Mesoadapis: gr. μεσος mesos ‘środkowy, pośredni’; rodzaj Adapis F. Cuvier, 1821[21]. Typ nomenklatoryczny: Mesoadapis destructus Lorenz-Liburnau, 1901 (= Peloriadapis Edwardsi G. Grandidier, 1899).
- Megalindris: gr. μεγας megas, μεγαλη megalē ‘wielki’[22]; rodzaj Indris G. Cuvier, 1800. Typ nomenklatoryczny: Megalindris gallienii Standing, 1908 (= Peloriadapis Edwardsi G. Grandidier, 1899).

### Podział systematyczny
Do rodziny należy jeden rodzaj, Megaladapis, do którego zaliczane są następujące gatunki:
- Megaladapis edwardsi (G. Grandidier, 1899)
- Megaladapis grandidieri Standing, 1903
- Megaladapis madagascariensis Forsyth Major, 1893

## W kulturze
Uważa się często, że malgaskie legendy o wymarłym zwierzęciu tretretretre lub tratratratra odnoszą się w rzeczywistości do Megaladapis. Jednakże ich szczegóły, zwłaszcza przypominająca ludzką twarz zwierzęcia, dużo lepiej pasują do Palaeopropithecus.

## Wymarcie
Szczątki Megaladapis znaleziono w okolicy bagna Ambolisatra na południowym zachodzie wyspy. Były jednym z licznych przedstawicieli megafauny, która wyginęła na Madagaskarze w tym samym czasie. Były to wolne stworzenia, zachowujące aktywność w ciągu dnia. Czyniło to je podatnymi na drapieżnictwo, pożary lasów, destrukcję siedlisk i być może wprowadzone do środowiska patogeny.